# Rebecca Scown

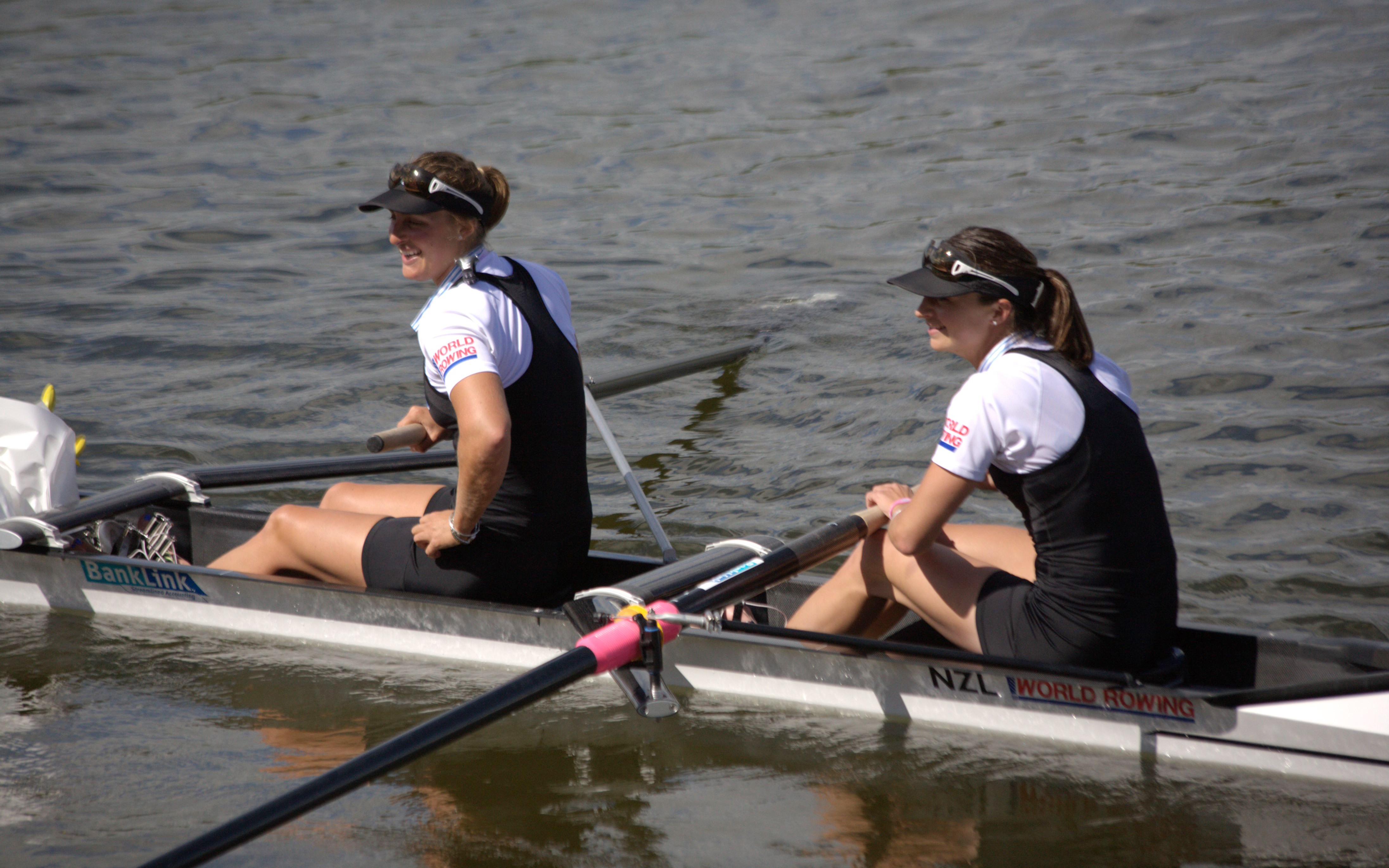
Rebecca Scown und Juliette Haigh 2010

Rebecca Scown (* 10. August 1983 in Hawera) ist eine neuseeländische Ruderin. Sie gewann 2010 und 2011 zusammen mit Juliette Haigh den Weltmeistertitel im Zweier ohne Steuerfrau.
Scown, die 1999 mit dem Rudern begann, belegte bei den U23-Weltmeisterschaften 2005 mit dem Doppelvierer den dritten Platz. 2006 saß sie im neuseeländischen Achter und belegte bei den Ruder-Weltmeisterschaften 2006 in Eton als Sieger des B-Finales den siebten Platz. Mit dem neunten Platz bei den Ruder-Weltmeisterschaften 2007 in München verpasste die Crew die Olympiateilnahme 2008. 2009 startete Scown zusammen mit Emma-Jane Feathery im Zweier ohne und gewann die Weltcup-Regatten in München und Luzern. Bei den Ruder-Weltmeisterschaften 2009 in Posen belegten die beiden den dritten Platz hinter den Booten aus den Vereinigten Staaten und aus Rumänien.
2010 bildete Scown zusammen mit Juliette Haigh einen neuen Zweier ohne und die beiden siegten ebenfalls in München und Luzern. Bei den Heim-Weltmeisterschaften auf dem Lake Karapiro, etwa 150 Kilometer von Auckland entfernt, gewannen sie den Titel mit über drei Sekunden Vorsprung auf die Britinnen Helen Glover und Heather Stanning. In der Weltcupsaison 2011 gewannen Haigh und Scown in Hamburg, unterlagen aber in Luzern gegen die Britinnen. Bei den Ruder-Weltmeisterschaften 2011 in Bled kam es zwischen dem britischen und dem neuseeländischen Zweier zu einer sehr knappen Entscheidung, die Haigh und Scown mit acht Hundertstelsekunden für sich entschieden. Im Jahr darauf belegten Haigh und Scown bei der Olympischen Regatta 2012 den dritten Platz hinter dem britischen und dem australischen Boot. Ein Jahr später, bei den Ruder-Weltmeisterschaften 2013 in Chungju erreichte sie mit Kayla Pratt den dritten Platz. Bei den Ruder-Weltmeisterschaften 2014 gewann sie erneut die Bronzemedaille, diesmal zusammen mit Louise Trappitt. 2015 wechselte Rebecca Scown in den neuseeländischen Achter, mit dem sie bei den Weltmeisterschaften die Silbermedaille hinter dem US-Achter gewann. 
Im Weltcup 2016 ruderten Rebecca Scown und Genevieve Behrent aus dem Vorjahres-Achter in zwei Bootsklassen und erreichten in Luzern und in Posen sowohl im Zweier ohne Steuerfrau als auch mit dem Achter die Medaillenränge. In Posen siegte der Achter, wobei die Achter aus Kanada und aus den Vereinigten Staaten nicht teilnahmen. Bei den Olympischen Spielen 2016 gewannen Scown und Behrent im Zweier die Silbermedaille hinter den britischen Titelverteidigerinnen Helen Glover und Heather Stanning. Mit dem Achter erreichten sie ebenfalls das A-Finale und belegten dort den vierten Platz.
In der nacholympischen Saison 2017 saßen mit Emma Dyke, Ruby Tew, Rebecca Scown und Kelsey Bevan noch vier Ruderinnen aus dem Vorjahr im Achter. Im Ruder-Weltcup gewann der Achter in Posen und belegte den zweiten Platz in Luzern. Bei den Weltmeisterschaften in Sarasota gewann der neuseeländische Achter die Bronzemedaille.